# Maffy Falay

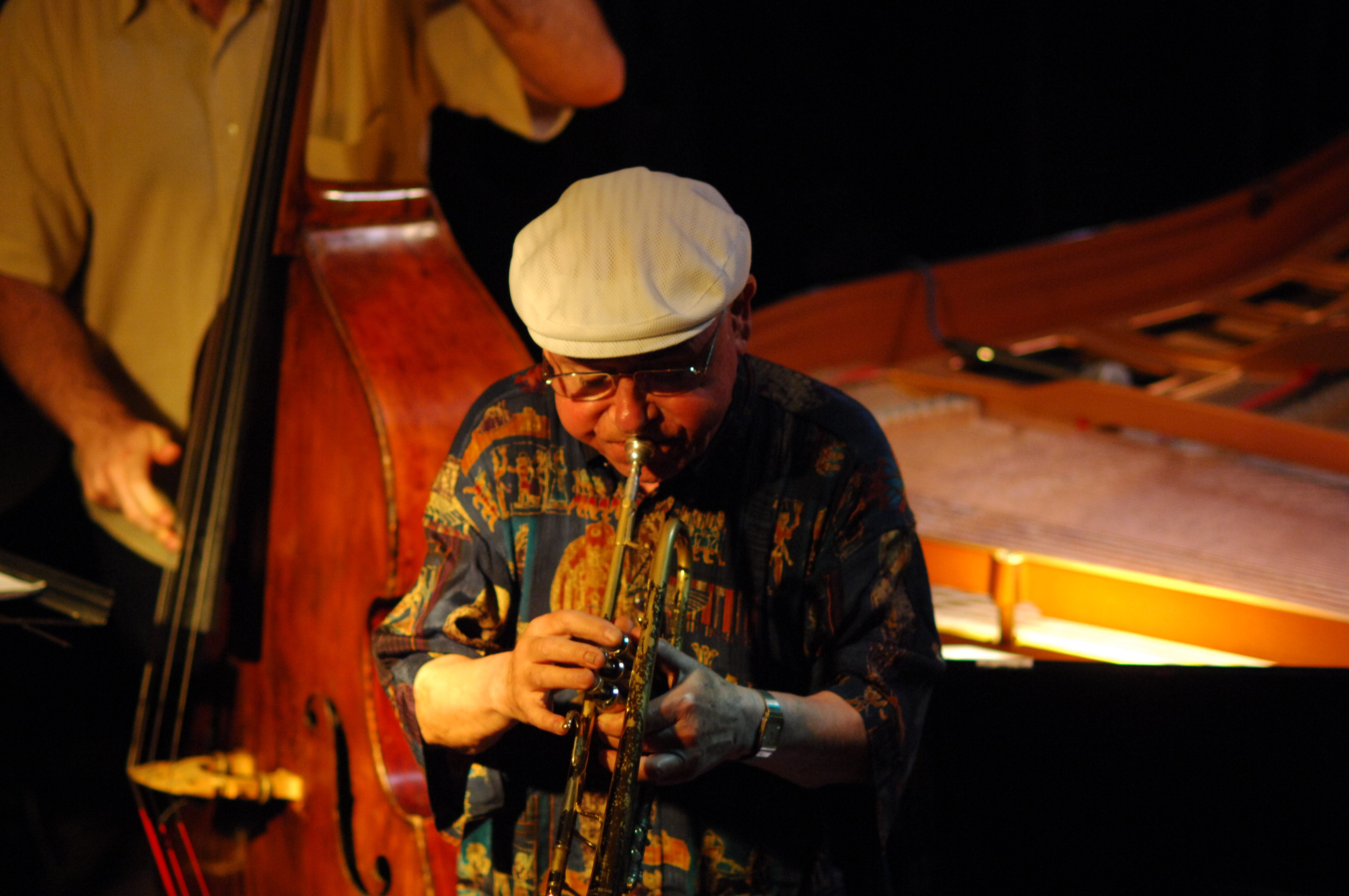
Maffy Falay, 2008

Ahmet Muvaffak „Maffy“ Falay (* 30. August 1930 in Kuşadası; † 22. Februar 2022 in Istanbul) war ein türkischer Trompeter des Modern Jazz.

## Leben und Wirken
Falay studierte Trompete und Klavier am Konservatorium seiner Heimatstadt. 1956 leitete er die Band, die Dizzy Gillespie am Flughafen von Ankara begrüßte, der daraufhin von den Qualitäten seines Kollegen begeistert war und diesem empfahl, in die Vereinigten Staaten zu gehen. 1961 spielte er in den Ensembles von Benny Bailey, Åke Persson, Phil Woods, Sixten Eriksson und Quincy Jones. 1962 wurde Falay Mitglied im Orchester Kurt Edelhagen, das zu dieser Zeit in Köln für den WDR tätig war. Mit dem Orchester nahm er im Mai 1964 an einer vielbeachteten Tournee durch die Sowjetunion teil. Daneben war er als Mitglied der Kenny Clarke/Francy Boland Big Band unterwegs, mit der er bis 1966 auch sechs Alben einspielte.
Mitte der 1960er Jahre zog Falay nach Schweden, wo er im Radio Jazz Orchestra unter Harry Arnold tätig war. Er arbeitete auch mit Lars Gullin und George Russell. Bereits in dieser Zeit spielte er Don Cherry türkische Musik vor und übte dann mit diesem das freie Improvisieren über türkische Melodien. Dieses Material interpretierte Cherry 1969 mit Okay Temiz und weiteren Musikern in Ankara; Falay gehörte auch zu Cherrys Organic Music Society. 1970 war er für eine ausführliche Europa-Tournee Mitglied des Reunion Orchestra von Dizzy Gillespie. Weiterhin spielte er mit Bernt Rosengren, Monica Zetterlund, Bengt-Arne Wallin, Reebop Kwaku Baah und Arne Domnérus. 1971 gründete er seine Band Sevda mit dem Geiger Salih Baysal, Gunnar Bergsten sowie Temiz und Rosengren, in der er einen Ethno-Jazz auf Grundlage türkischer Musik spielte, bevor er in den 1980er Jahren zu einem Hard-Bop-orientierten Quintett zurückkehrte, an dem Musiker wie Kwaku Baa, Rosengren, Elvan Araci und Åke Johansson beteiligt waren.

## Diskographische Hinweise
- Sevda (Caprice Records, 1972)
- Live at Fregatten (Sonet, 1973)
- We Six (Phontastic, 1985)
- Live at International Istanbul Jazz Festival (1994)
- Lulu Alke (CPR)